# National Youth Theatre
Het National Youth Theatre of Great-Britain (vertaling: Nationaal Jeugd Theater van Groot-Brittannië) is een geregistreerde liefdadigheidsinstelling in Londen. Het zet zich in voor de ontwikkeling van jonge mensen door middel van creatieve kunst en wil theater gebruiken om dit doel te bereiken. Het werd opgericht in 1956 als 's werelds eerste jeugdtheater, en heeft een reputatie opgebouwd door het grootbrengen van acteurs zoals Daniel Craig, Daniel Day-Lewis, Timothy Dalton, Chiwetel Ejiofor, Colin Firth, Ian McShane, Helen Mirren, Rosamund Pike en David Suchet CBE.
Elk jaar houdt het National Youth Theatre audities en technische theaterinterviews in het Verenigd Koninkrijk; gemiddeld ontvangt het meer dan 5.000 aanvragers per jaar. Momenteel worden er ongeveer 500 plaatsen aangeboden voor acteren in de zomer en technische cursussen (in kostuum, licht en geluid, landschap en rekwisieten, en podiummanagement), die deelnemers na voltooiing een lidmaatschap van het National Youth Theatre bieden. Leden komen vervolgens in aanmerking voor auditie voor de producties van het bedrijf, die worden georganiseerd in West End in Londen, in het Verenigd Koninkrijk en internationaal.
Leden organiseerden de Olympische en Paralympische Team Welcome Ceremonies op de Olympische Zomerspelen 2012 in Londen. In 2013 verhoogde het Nationale Jeugdtheater hun leeftijdsgrens tot 25 en introduceerde een nieuwe zes weken durende zomercursus genaamd ¨Epic Stages¨ om te voorzien in prestaties en productietalent in hun nieuwe hogere leeftijdsgroep van 18-25 jaar. In de zomer van 2014 hebben leden de ¨Village Ceremonies¨ georganiseerd tijdens de Commonwealth Games 2014 in Glasgow .

## Geschiedenis

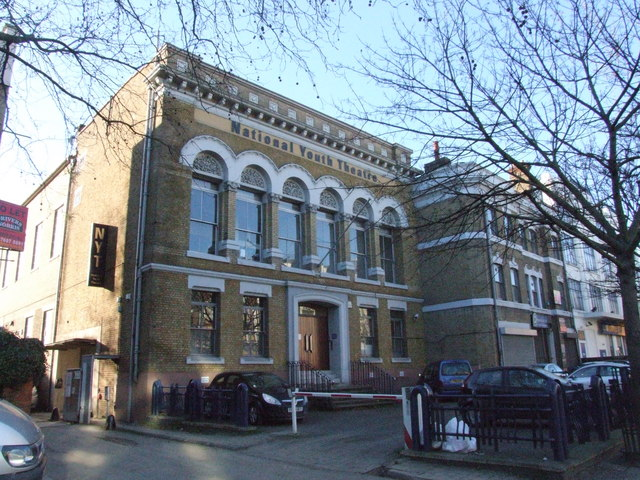
Het nationale jeugdtheater in Holloway

Het Nationale Jeugdtheater werd in 1956 opgericht door Michael Croft, geholpen door Kenneth Spring . Croft was verantwoordelijk voor het produceren van een aantal schoolspelen op Alleyn's Boys 'School . Na zijn vertrek werd hij door een aantal leerlingen van de school benaderd om tijdens de schoolvakanties samen te blijven werken aan producties. Hun eerste productie van Henry V zorgde voor iets van opschudding; in die tijd was het ongebruikelijk dat jonge acteurs Shakespeare uitvoerden, en deze innovatieve onderneming trok de aandacht van een nieuwsgierig publiek. Het eerste publiek bestond uit acteurs Richard Burton en Ralph Richardson, waarbij Richardson ermee instemde de eerste president te worden van wat Croft het jeugdtheater noemde. De organisatie evolueerde snel in het Verenigd Koninkrijk, waarbij jongeren op nationale basis betrokken waren.
Croft stierf in 1986 en werd opgevolgd door Edward Wilson als directeur. Voortbouwend op de visie van Croft nam Wilson het bedrijf mee naar een nieuw terrein, door zijn activiteitenaanbod te vergroten en zijn benadering van technische productiewaarden te versterken. Wilson zag ook de mogelijkheid in om de organisatie uit te breiden tot meer kansarme jongeren, en begon in 1989 de eerste Outreach-afdeling, aanvankelijk met jonge delinquenten samenwerkend en de kansen geleidelijk uitbreidend naar andere sociaal uitgesloten groepen. Wilson heeft ook het huidige hoofdkantoor van de organisatie in Noord-Londen veiliggesteld, waar nu al haar productiefaciliteiten zijn ondergebracht, inclusief oefenruimtes, landschaps- en kostuumworkshops, geluidsstudio's, donkere fotografische kamers en administratiekantoren.
Wilson verliet het bedrijf in 2004. Sid Higgins (uitvoerend directeur), John Hoggarth (artistiek directeur) en Paul Roseby (artistiek directeur) namen het over. Sindsdien hebben ze voortgebouwd op de erfenis die is geërfd van Croft en Wilson, en de organisatie is haar kansen voor jonge mensen met een meer diverse achtergrond blijven uitbreiden via een breder aanbod in theatrale projecten en samenwerkingen. Hoggarth trad in 2007 af en Roseby blijft de artistiek directeur van de organisatie. In 2010 verhuisde het Nationale Jeugdtheater administratieve kantoren van Holloway Road naar de Woolyard op Bermondsey Street ; sinds 2016 is het gebaseerd op Bayham Street in Camden Town . In januari 2012 werd Roseby CEO terwijl hij zijn positie als artistiek directeur behield.
In 2012 had het bedrijf grote problemen met zijn financiën en werd het gered met £ 680.000(€816285,56) van Arts Council England.
Traditioneel heeft het Nationale Jeugdtheater het meeste werk met leden gedaan in de zomermaanden, maar dit verandert steeds meer. Creatieve evenementen en uitvoeringen vinden het hele jaar door plaats, cursussen vinden plaats tijdens schoolvakanties en gedurende de hele periode en het bedrijf blijft zijn werk uitbreiden met jongeren uit alle delen van de gemeenschap. In de zomer van 2012 heeft het National Youth Theatre de Welcome Ceremonies voor de Olympische en Paralympische teams in Londen gecreëerd en uitgevoerd, waarbij 200 leden 20.000 atleten verwelkomden in Athletes 'Village met 200 optredens.
Na een pilot in 2012 werd in april 2013 het eerste officiële REP-bedrijf van het Nationale Jeugdtheater opgericht. Geïnspireerd door het traditionele repertoire-theatermodel, biedt de REP Company-cursus gratis, praktische, op de industrie gebaseerde talentontwikkeling in drama en performance gedurende negen maanden aan 16 NYT-leden. Het Nationale Jeugdtheater organiseert momenteel ook Playing Up, een OCN niveau 3 geaccrediteerd 10 maanden drama-trainingsprogramma, dat jongeren van 19 tot 24 jaar die geen onderwijs volgen, geen werk hebben of een opleiding volgen, de mogelijkheid biedt om toegang te krijgen tot een diploma hoger onderwijs in Theater Arts, wat overeenkomt met twee A-niveaus .
In 2016 vierde het Nationale Jeugdtheater zijn 60e verjaardag. De viering culmineerde in een 60-jarig jubileumgala, The Story of Our Youth, met alumni waaronder Matt Smith, Gina McKee, Daisy Lewis, Jessica Hynes en Hugh Bonneville .
Barbara Broccoli volgde Lord Waheed Alli op en werd de eerste vrouwelijke president van de NYT in 2017. De Koninklijke Beschermheer van het Nationale Jeugdtheater is de graaf van Wessex . 2017 was 50 jaar geleden dat de eerste commissie van het National Youth Theatre ooit werd georganiseerd, Zigger Zagger van Peter Terson, en ter gelegenheid van een jubileumproductie in Wilton's Music Hall .
NYT's allereerste East End- seizoen werd in 2017 gelanceerd in Hackney Wick, waar de NYT "uitbundig goed" was. In het najaar van 2017 werd het vijfde jubileum van het NYT REP West End-seizoen in het Ambassadors Theatre georganiseerd met optredens Jekyll en Hyde, Othello en Mrs Dalloway . 2018 werd het NYT REP-seizoen verplaatst van het Ambassadors Theatre naar Soho Theatre, het Garrick Theatre en Lyric Hammersmith met uitvoeringen van Consensual, Victoria's Knickers en een door vrouwen geleide Macbeth afgekort door Moira Buffini en een productie van Om een Spotlijster te doden .

## Vorige producties
Zie National Youth Theatre Past Productions voor een volledige lijst van eerdere producties.